# Langengefäll
Langengefäll  ist ein Gemeindeteil der Gemeinde Kirchenpingarten im Landkreis Bayreuth (Oberfranken, Bayern). Langengefäll liegt in der Gemarkung Reislas.

## Geografie
Der Weiler liegt auf einer Erhebung, die zu den südlichen Ausläufern des Fichtelgebirges zählt. Im Norden grenzt das Oberstüblesholz an. Eine Gemeindeverbindungsstraße führt zur Staatsstraße 2177 (0,8 km nordöstlich) bzw. nach Kirmsees (0,7 km südlich).

## Geschichte
Der Ort wurde in der wittelsbachischen Herzogsurbar von 1326 als „Lengengevelle“ erstmals urkundlich erwähnt. Vom 15. bis 18. Jahrhundert war der Ort verödet.
Mit dem Gemeindeedikt wurde Langengefäll dem 1808 gebildeten Steuerdistrikt Tressau und der 1818 gebildeten Ruralgemeinde Reislas zugewiesen. Am 1. April 1971 wurde Langengefäll nach Kirchenpingarten eingemeindet.

### Einwohnerentwicklung
| Jahr      | 001818 | 001824 | 001861 | 001871 | 001885 | 001900 | 001925 | 001950 | 001961 | 001970 | 001987 | 2023 |
| Einwohner | 25     | 23     | 28     | 37     | 26     | 28     | 32     | 34     | 38     | 35     | 26     | 54   |
| Häuser    |        | 3      |        |        | 3      | 5      | 5      | 5      | 5      |        | 6      | 16   |
| Quelle    | [ 10 ] | [ 7 ]  | [ 11 ] | [ 12 ] | [ 13 ] | [ 14 ] | [ 15 ] | [ 16 ] | [ 17 ] | [ 18 ] | [ 1 ]  |      |

## Religion
Langengefäll ist römisch-katholisch geprägt und nach St. Jakobus der Ältere (Kirchenpingarten) gepfarrt.